# Puchar Narodów Arabskich 2009
Puchar Narodów Arabskich 2009 miał być dziewiątą edycją Pucharu Narodów Arabskich - turnieju rozgrywanego pomiędzy krajami arabskimi. Kwalifikacje do turnieju rozpoczęły się w grudniu 2006; rozegrano jedynie pierwszą rundę eliminacyjną, a następnie odwołano kolejne etapy turnieju.

## Kwalifikacje
W pierwszej rundzie eliminacyjnej wzięło udział 8 drużyn, mających najniższe pozycje w rankingu FIFA. Zostały one podzielone na dwie grupy; zwycięzca każdej z nich awansował do drugiej rundy eliminacyjnej, w której miały rywalizować wraz z 14 innymi drużynami, mającymi wyższe pozycje w rankingu FIFA.

### Pierwsza runda eliminacyjna

#### Grupa 1
| Drużyna   | Mecze | Zwycięstwa | Remisy | Porażki | Strzelone | Stracone | +/- | Punkty |
| --------- | ----- | ---------- | ------ | ------- | --------- | -------- | --- | ------ |
| Jemen     | 2     | 2          | 0      | 0       | 6         | 1        | +5  | 6      |
| Komory    | 2     | 1          | 0      | 1       | 4         | 3        | +1  | 3      |
| Dżibuti   | 2     | 0          | 0      | 2       | 2         | 8        | -6  | 0      |
| Palestyna | 0     | 0          | 0      | 0       | 0         | 0        | 0   | 0      |

#### Grupa 2
| Drużyna    | Mecze | Zwycięstwa | Remisy | Porażki | Strzelone | Stracone | +/- | Punkty |
| ---------- | ----- | ---------- | ------ | ------- | --------- | -------- | --- | ------ |
| Sudan      | 3     | 2          | 1      | 0       | 8         | 1        | +7  | 7      |
| Liban      | 3     | 1          | 2      | 0       | 4         | 0        | +4  | 5      |
| Mauretania | 3     | 1          | 1      | 1       | 8         | 4        | +4  | 4      |
| Somalia    | 3     | 0          | 0      | 3       | 3         | 18       | -15 | 0      |

### Druga runda kwalifikacyjna
Drużyny, które zakwalifikowały się do drugiej rundy (włączając 3 drużyny z poprzedniej rundy):
- Algieria
- Arabia Saudyjska
- Bahrajn
- Egipt
- Irak
- Jemen
- Jordania
- Kuwejt
- Liban
- Libia
- Maroko
- Oman
- Sudan
- Syria
- Tunezja
- Zjednoczone Emiraty Arabskie

Drużyny miały być podzielone na cztery grupy po cztery drużyny - dwie najlepsze drużyny z każdej grupy miały awansować do rundy finałowej. Druga runda eliminacyjna została jednak odwołana przed rozpoczęciem rozgrywek.

## Runda Finałowa
Runda finałowa miała się odbyć w 2009 roku, lecz została odwołana.